# Máy chủ tập tin
Trong lĩnh vực tin học, máy chủ tập tin (file-server) là một máy chủ trong mạng có mục đích chính là cung cấp một địa điểm để lưu trữ các tập tin máy tính được chia sẻ (như tài liệu, các file âm thanh, hình chụp, phim ảnh, hình ảnh, cơ sở dữ liệu, vv...) mà có thể được truy cập bởi các máy trạm làm việc trong mạng máy tính. Thuật ngữ máy chủ nêu bật vai trò của máy trong sơ đồ Client-server, nơi mà các khách hàng là các máy trạm sử dụng kho lưu trữ. Một máy chủ tập tin thường không thực hiện bất kỳ tính toán, và không chạy bất kỳ chương trình nào thay mặt cho khách hàng (client). Nó được thiết kế chủ yếu để cho phép lưu trữ nhanh chóng và lấy dữ liệu, các tính toán được thực hiện bởi các máy trạm.
File server thường thấy trong các trường học và các văn phòng và hiếm khi gặp ở các nhà cung cấp dịch vụ Internet tại địa phương với việc sử dụng mạng LAN để kết nối máy tính khách của họ.